# Estudios bíblicos del Nuevo Testamento
Estudios bíblicos del Nuevo Testamento es el estudio científico y la interpretación del Nuevo Testamento y una rama de la Exégesis Bíblica.
El campo consiste en la interpretación del Nuevo Testamento, la arqueología , el estudio de la época y el entorno en el Nuevo Testamento, de las lenguas bíblicas (sobre todo el griego), la éxegesis del Nuevo Testamento y la Teología Bíblica, la Metodología y Hermenéutica del Nuevo Testamento, historia de la recepción, así como parte de la didáctica bíblica del Nuevo Testamento.